# Бартикян, Рачья Микаелович
Рачья (или Грач, Грачья, Рач) Микаелович Бартикян (арм. Հրաչ Միքայելի Բարթիկյան; 7 июля 1927, Афины, Греция — 16 августа 2011, Ереван, Армения) — советский и армянский учёный, византинист и арменовед. Заведующий отделом средневековой истории Института истории Армянской АН. Профессор, доктор исторических наук, академик Армянской и ряда иностранных академий наук.

## Биография
Рачья Бартикян появился на свет в армянской семье 7 июля 1927 года в столице Греции Афинах. После окончания греческой гимназии в 1946 году вместе с родителями репатриировался на историческую родину в Армению.
В 1953 году с отличием закончил исторический факультет Ереванского университета. Спустя пять лет в 1958 году защитил кандидатскую диссертацию на тему «Источники для изучения истории павликианского движения» (опубликованную в 1961 году). В 1972 году стал доктором исторических наук, защитив диссертацию по теме «Византийский эпос о Дигенисе Акрите и его значение для арменоведения». С 1980 года — заведующий отделом Института истории НАН РА.

## Научная деятельность
Труды в основном посвящены средневековой истории армянского народа и Византии, армяно-византийским отношениям, армянскому и византийскому источниковедению, а также переводу сочинений средневековых армянских и византийских авторов.
В ряде статей исследовал движение павликиан и тондракийцев, другой областью интереса Бартикяна являлись армяно-византийские церковные отношения в X—XII веках. Сфера научных интересов армянского учёного, помимо всего прочего, включала также отношения между Киликийской Арменией и Византией, завоевание Армении Византией, миграцию армян, судьбы византийских аристократических семей, источниковедческие проблемы византийских и армянских памятников и личности их авторов.
Большим вкладом в византиноведение являются его комментированные переводы сочинений Прокопия Кесарийского, Константина Багрянородного, Иоанна Скилицы, Феофана Исповедника, «Тайной истории» Прокопия, «Продолжателя Феофана» в многотомной серии «Иноязычные источники об Армении и армянах».

## Звания
- Член-корреспондент:
  - Общества византийских исследований Греции  (1981),
  - Римской академии «Тиберина»  (1987),
  - Афинской академии наук  (1990),
  - АН АССР  (1990),
  - Центра греческой цивилизации  (1993)
- член Союза писателей Армении  (1996)
- Академик НАН РА (1996),
- профессор

## Премии, награды
- Премия президента РА (за двухтомник «Армяно-византийские исследования». Ер., 2002, 2005)
- Орден «Знак Почета» (20.08.1986)
- Медаль Аристотеля (университета имени Аристотеля в Салониках, 1981)
- Премия «Месроп Маштоц» (АН Армении за переводческую деятельность, 1980)
- Др. награды

## Работы
Рачьей Бартикяном написано более 300 научных работ на русском, армянском, греческом и других языках, в том числе 12 монографий.
- Армяно-византийские исследования (в двух томах). Ер., 2002
- Византийская аристократическая семья Гаврасов (на греческом яз.). Афины, 1993.
- Византия в армянских источниках (на греческом яз.). Салоники, 1981.
- Заметки o византийском эпoce o Дигениce Aкритe. Византийский временник, т. 25, 1964
- Неизвестная армянская аристократическая фамилия на службе в Византии в IX—XI вв. // День, 1992. — Вып. 26: Византия и средневековый Крым. — стр. 83-91.
- Источники изучения павликианского движения. Ер., 1961.
- Эллинизм и Армения (на греческом яз.). Афины, 1991.
- «La généalogie du Magistros Bagarat, Catépan de l’Orient, et des Kékauménos.» Revue des Études Arméniennes . NS 2, 1965. (French)
- «L’enoikion à Byzance et dans la capitale des Bagratides, Ani, à l'époque de la domination byzantine (1045—1064).» Revue des Études Arméniennes . NS 6, 1969. (French)
- «Հայաստանի նվաճումը Բյուզանդական կայսրության կողմից» («The Byzantine Conquest of Armenia»). Patma-Banasirakan Handes . № 2 (49), 1970. (Armenian)
- Hellenismos kai Armenia . Athens: Hidryma Goulandre-Chorn, 1991. (Greek)
- "Armenia and Armenians in the Byzantine Epic, " in Digenes Akrites: New Approaches to Byzantine Heroic Poetry (Centre for Hellenic Studies, Kings College London) . David Ricks (ed.) Brookfield, Vt.: Variorum, 1993 ISBN 0-86078-395-2
- Պարթենիոս Աթենացու Պաղեստինի Կեսարիայի մետրոպոլիտի պատմություն հունաց և հայոց տարաձայնության (The History of the Controversy between Greeks and Armenians written by the Metropolitan of Caesarea of Palestine, Parthenios of Athens). Yerevan: Yerevan State University Press, 2005. (Armenian)